# 林載爵
林載爵（1951年6月16日—），出生於台灣台東縣太麻里鄉三和村。台灣著名出版人，現任聯經出版事業股份有限公司發行人。在擔任台北書展基金會董事長期間因在台推廣法國文學並促進台法之間的文化交流，於2011年2月9日受法國政府頒贈法國藝術及文學勳章的騎士勳位，為台灣出版界獲此殊榮之第一人。近年來致力於東亞出版圈的聯繫與交流，與日本、韓國、中國大陸、香港等五地出版人共組「東亞出版人會議」（East Asia Publishers Conference），展開實質的合作計畫。

## 從台東到東海
林載爵祖籍今天的福建省漳州市漳浦縣舊鎮鎮錦江村，祖先於1835年來台，在宜蘭縣五結鄉利澤簡落地生根。其祖父林朝欽於1930年代南下花東海岸經營定置漁場，1937年來到台東縣太麻里鄉三和村，帶起該地定置漁業和柴魚產業，而他就在這個眺望著太平洋的環境出生長大，並就讀附近的華源國小。十三歲唸完台東中學一年級後，他們全家搬到了台南市居住，長榮國中畢業後他順利考取台南一中，高三時唸的是當時整個年級只有一班的文組。並加入《南一中青年》社開啟編輯的人生，並且以「土戈車」的筆名發表了許多文章。在這裡他結識了一群關心國事、思想前進的青年，於1968年3月28日他與同學林瑞明、蘇元良、鄭梓等人成立了愛國社團「丹心社」。1969年林載爵考取東海大學歷史系，並成為校園刊物《大度風》與《東風》的主編與社長。他也是在這裡認識他未來的人生伴侶文庭澍女士。1972年也就是他大三那年的三月，他發現了台灣文壇的左派前輩楊逵在學校對面的東海花園隱居耕讀。之後他便時常去找楊逵老先生訪談並閱讀他的作品，不久後更以這些訪談為基礎陸續發表了〈訪問楊逵先生-東海花園的主人〉與〈台灣文學的兩種精神-楊逵與鍾理和之比較〉兩篇文章，展開他評論日據時期台灣文學的寫作生涯，研一時更是搬去和楊逵同住。後為了延遲當兵就考入了東海的歷史碩士班，1975年他以《譚嗣同評傳》作為其碩士畢業論文，1978年被收錄於王壽南教授編的《中國歷代思想家》系列中。除了台灣文學以及中國近代思想史之外，林載爵亦熱心投入東海大學校史的編纂。為慶祝東海大學建校25週年，他於1981年完成了《東海大學校史（民國四十四年至六十九年）》的撰寫。1995年創校40週年，他又擔任了《東海風：東海大學的歷史》的執行主編。

## 聯經出版公司
林載爵在軍旅生涯期間即開始投稿甫創刊的左翼雜誌《夏潮》，1977年退伍後被當時《夏潮》的總編輯蘇慶黎女士吸收擔任編輯，以歷史的角度剖析台灣文學。1978年十月開始，他在連續四期的《夏潮》中開闢了「台灣史料選讀」專欄，主筆介紹並以政治經濟學的角度重新解讀日治時代的「台灣文化協會」、「台灣議會設置請願運動」、「新台灣聯盟」和「社會問題研究會」。同年年底他離開《夏潮》加入了聯合報創辦人王惕吾先生創立的聯經出版公司，並在不久後於東海大學歷史系任教，開始台中台北兩地奔波的工作生涯。1981年時，王惕吾希望能編一套供一般讀者閱讀的中國文化史書籍，於是從美國請來劉岱教授擔任主編，並找到當時海內外文史社會科學領域一時之選的學者，以文化的根源與拓展、歷代的學術、典章制度、社會結構、經濟發展、思想、文學、科技、藝術及宗教禮俗等十個層面為論述範疇，從1981年到1983年底，完成了一套13冊的《中國文化新論》。其中林載爵除了撰寫〈天道變易，世運終始-歷史思想中的發展觀念〉、〈人的自覺-人文思想的興起〉兩篇文章外，所有學者的聯繫協調工作，都由他一人包辦，而《中國文化新論》也在1983年獲得金鼎獎的肯定。之後王惕吾決定栽培這位年輕人，提供他三年的獎學金出國深造。林載爵於是在1984年申請上英國劍橋大學歷史系博士班，主攻維多利亞時代的自由主義思想。在獎學金的第三年時他決定去美國哈佛大學當訪問學人。1987年回國後，林載爵繼續在東海大學歷史系教書，同時也開始擔任聯經出版公司的總編輯。2000年之後聯經越來越需要林載爵全心的投入，於是2001年，為報王惕吾先生栽培之恩，他毅然決定放棄再過六年即可獲得的東海大學退休金，辭去教職成為全職的專業出版人。2004年5月4日他從劉國瑞先生手中接下聯經出版公司發行人的位置，並繼續擔任總編輯的工作。2012年獲得第36屆金鼎獎圖書類特別貢獻獎的殊榮。

## 與黃仁宇之友誼
林載爵於1988年與著名的中國史學專家黃仁宇結識，1993年第二次碰面時他們已成為好友。1996年他到台灣的時候，林載爵邀請他到東海大學去作一系列的演講。那是他第一次到台灣的大學作有系統性的演講，總題是〈中國近代史的出路〉。藉由這份聯繫，聯經出版公司也在台灣經銷其名著《萬曆十五年》，並發行他包括《中國大歷史》和《十六世紀明代中國之財政與稅收》在內的許多作品。其中最富意義的莫過於黃仁宇於1998年八月親口託付林載爵要在自己過世後出版的英文回憶錄。2000年1月8日黃先生去世，其夫人Gayle Huang女士隨即寄出書稿給林載爵，交給聯經翻譯出版。隔年2001年聯經便發行了這長達40萬字的鉅作：《黃河青山：黃仁宇回憶錄》。然Gayle Huang女士不幸於2000年11月20日往生，未能見到他先生回憶錄的問世。

## 出版諾貝爾文學獎作品
在林載爵擔任聯經出版公司總編輯期間，最為人津津樂道的事情莫過於在高行健與馬里奧·巴爾加斯·略薩兩位文學家分別於2000年與2010年獲得諾貝爾文學獎之前，聯經即已出版翻譯了他們的作品。其中高行健的《靈山》從1990年出版到2000年之前，總共還賣不出三千本，但在2000年十月獲得諾貝爾文學獎後，截至2001年二月初台北國際書展結束後，共賣出多達十六萬本，而聯經所出版高行健的其他系列的作品也跟著受到青睞，包括《一個人的聖經》大賣七萬本，劇作《八月雪》也熱賣了一萬五千本。。

## 出版余英時作品
1976年聯經出版了余英時在台灣的第一本著作《歷史與思想》，後有1984年的《中國近代思想史上的胡適》、2004年的《重尋胡適歷程：胡適生平與思想再認識》、2006年的《未盡的才情：從《顧頡剛日記》看顧頡剛的內心世界》、2014年的《論天人之際：中國古代思想起源試探》。2021年8月1日余英時過世，2021年8月27日林載爵為文紀念余英時與聯經以及他個人的因緣。其中引用余英時於《聯合報》2014年5月1日副刊「感受與追憶」一文所述：
「繼國瑞先生主持聯經的是林載爵兄，我和聯經的友誼關係也通過載爵兄而延續了下來。他和我是歷史學的同行，思想上的溝通也一向順暢。事實上，自從他在1987年擔任聯經的總編輯以來，我們之間的往復已日趨頻繁。關於我從普林斯頓大學退休（2001）和八十歲生日（2010）的兩部論文集，篇幅既大，又不可能暢銷。載爵兄竟一本聯經傳統，毅然出版，使我十分不安。我只有將這種深厚情誼永藏胸中。
但我和載爵兄之間，作為作者與編者，卻有兩度最愉快的合作。載爵兄在出版《胡適日記全集》和《顧頡剛日記》之前都先後邀我寫「序」——延續我為胡適《年譜》寫序的傳統。他並沒有要我寫長序，然而我為了不負他的信託，兩序都是下筆不能自休。這是限時交卷的工作，不容我有所延誤，因此我夜以繼日，寫得非常緊張，也非常暢酣，是我寫作史上兩次最難忘的經歷。現在寫出來作為我們之間友誼的紀念。」。

## 著作
- 1978    《譚嗣同》，王壽南編，《中國歷代思想家》，第四十八冊，台北：商務。
- 1978    《中國近百年經濟史，1890-1949》，Albert Feuerwerker著，台北：華世（翻譯）。
- 1981    《東海大學校史（民國四十四年至六十九年）》，台中：東海大學。
- 1981-83 《中國文化新論》系列，台北：聯經（執行主編）。
- 1991    《台灣發展圖錄，1951-1990》，台北：聯經（執行主編）。
- 1995    《東海風：東海大學的歷史》，台中：東海大學（執行主編）。
- 1996    《台灣文學的兩種精神》，台南：台南市立文化中心。